# Pritha tenuispina
Espèce
Synonymes
- Filistata tenuispina Strand, 1914
- Filistata hebraea Strand, 1914
- Filistata hebraea limbomaculata Strand, 1914

Pritha tenuispina est une espèce d'araignées aranéomorphes de la famille des Filistatidae.

## Distribution
Cette espèce est endémique d'Israël.

## Description
Le mâle holotype mesure 3 mm.

## Publication originale
- Strand, 1914 : Zweite mitteelung über Spinnen aus Palästina, gesammelt von Herrn Dr J. Aharoni. Archiv für Naturgeschichte, Abteilung A., vol. 80, no A3, p. 173-186 (texte intégral).